# شاكر أسد
شاكر أسد (بالإنجليزية: Shaker Asad) (18 أغسطس 1979 في غزة - ) لاعب كرة قدم فلسطيني وسط، لعب ثلاثة مواسم في الدوري الأمريكي لكرة القدم، وواحد في دوري الدرجة الأولى الأمريكي. كما لعب مع المنتخب الوطني الفلسطيني لكرة القدم.

## روابط خارجية
- شاكر أسد على موقع الدوري الأمريكي (الإنجليزية)
- شاكر أسد على موقع قاعدة بيانات كرة القدم.إي يو (الإنجليزية)
- شاكر أسد على موقع ناشيونال فوتبول تيمز (الإنجليزية)